# Ishëm (fleuve)
Pour la localité, voir Ishëm.
L'Ishëm est un fleuve côtier d'Albanie formé par la confluence de deux cours d'eau : les rivières Gjole et Zezë, qui se rejoignent à quelques kilomètres au nord de la ville de Fushë-Krujë.

## Géographie
L'Ishëm se jette dans la mer Adriatique près de la ville d'Ishëm. Le cours d'eau dont l'Ishëm représente le tiers aval est long de 79 km et porte le nom de Gjole dans son cours moyen et de Tirana dans son cours supérieur.

## Environnement
Le fleuve est considéré comme l'un des plus pollués d'Europe,.